# Svarttjärnen (Indals socken, Medelpad, 693748-157292)
Svarttjärnen är en sjö i Sundsvalls kommun i Medelpad och ingår i Indalsälvens huvudavrinningsområde.